# Danas
Danas (serbo-croato per "oggi") è un quotidiano indipendente pubblicato a Belgrado, in Serbia. È orientato a sinistra, promuove la socialdemocrazia e l'integrazione europea. È un forte sostenitore mediatico delle attività delle ONG serbe per i diritti umani e la protezione delle minoranze.

## Storia
Il primo numero di Danas è uscito il 9 giugno 1997. È stato fondato in quell'anno dopo che un gruppo di giornalisti scontenti del quotidiano Naša borba si era ritirato dopo essere entrato in conflitto con il nuovo proprietario di maggioranza del giornale.
Fin dall'inizio il quotidiano ha impiegato una forte politica editoriale indipendente rispetto al regime di Milošević. A causa dei rapporti aperti e degli articoli non censurato su questioni ed eventi che affliggevano la società jugoslava e serba alla fine degli anni '90, il giornale si trovò spesso nel mirino delle autorità serbe.  Danas era uno dei tre giornali (Dnevni telegraf e Naša borba erano gli altri due) ad essere banditi con decreto governativo del 14 ottobre 1998 per "diffusione di paura e disfattismo" in un momento in cui il bombardamento NATO della Jugoslavia sembrava una possibilità concreta. Quando la minaccia di bombardamento svanì (per alcuni mesi comunque), il divieto fu revocato il 20 ottobre 1998, solo per essere sostituito da un atto legislativo chiamato Legge sull'informazione.  In base a quella legge, Danas fu multato severamente e in numerose occasioni. Le operazioni quotidiane del giornale erano spesso minacciate di chiusura fino a quando il regime non fu finalmente rovesciato il 5 ottobre 2000. 
Nel periodo successivo al cambio di regime, Danas è stato uno dei rari giornali serbi (o media serbi in generale) ad ignorare le tentazioni commerciali della stampa scandalistica. La sua circolazione è stata continuamente in declino. La maggior parte degli investitori stranieri nel mercato dei media serbi lo ha evitato.  Danas pubblica fumetti politici disegnati dal famoso caricaturista Predrag Koraksić Corax.

## Premi
- Il 5 dicembre 2002 Danas fu premiato a Parigi con il Prix de Le Guide de la Presse come miglior giornale al mondo, insieme al periodico italiano Diario.